# Antonio Luna

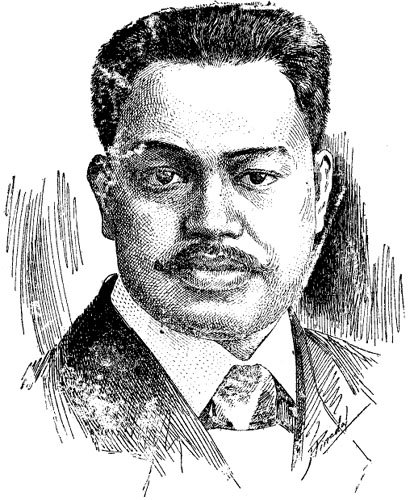
Antonio Luna. Zeichnung aus dem Buch „Mga Dakilang Pilipino“ von Jose N. Sevilla

General Antonio Luna y Novicio (* 29. Oktober 1866 in Urbiztondo, Binondo, Manila; † 5. Juni 1899), General der Philippinischen Armee, Pharmakologe, Publizist und Gründer der ersten philippinischen Militärakademie.

## Leben
Antonio Luna war der Sohn von Joaquin Luna und seiner Ehefrau Laureana Novicio aus Ilocos Norte. Sein älterer Bruder war der spätere Maler Juan Luna. Ab 1876 besuchte Luna das Ateneo de Manila und schloss diese Schule 1881 mit dem Titel eines Baccalaureus in Literatur und Chemie ab. Anschließend begann er an der Universität Santo Tomás Pharmazie zu studieren.
Während seines Studiums beteiligte sich Luna mit dem Aufsatz Zwei gründliche Körper der Chemie an einem wissenschaftlichen Wettkampf und wurde dafür mit dem ersten Preis ausgezeichnet. Später wechselte Luna nach Spanien, wohin er auf Einladung seines Bruders reiste, und studierte dort an der Universität Barcelona. Nachdem er dort das Lizentiat in Pharmazie erreicht hatte, wechselte Luna an die Universität von Madrid. Dort beendete er dann erfolgreich 1890 sein Studium mit einer Promotion im selben Fach.
In den Jahren seines Aufenthaltes in Spanien begann Luna verschiedentlich Aufsätze zu publizieren. Meistenteils erschienen diese unter dem Pseudonym Taga-ilog in der Zeitschrift La Solidaridad. Auch schloss er sich bald reformorientierten Landsleuten in Spanien an. Neben seinen Aufsätzen entstanden auch seine ersten Bücher, wie Impressionen (über Spanien) oder Der Bluterreger der Malaria (wissenschaftliche Abhandlung).
Später hielt sich Luna in Belgien und Frankreich auf, wo er u. a. als Assistent bei den Professoren Latteaux und Laffen arbeitete. 1894 kehrte Luna in seine Heimat Philippinen zurück und bekam noch im selben Jahr eine Anstellung als Chemiker bei der Regierung. Nach kurzer Zeit wurde er ebenso wie Jose Rizal einer der maßgeblichen Stimmen der philippinischen Reformbewegung. Ziel dieser Reform war die absolute Gleichberechtigung der philippinischen Bürger neben den spanischen und dass die Philippinen zu einer spanischen Provinz werden.

Antonio Luna

1896 brach die Philippinische Revolution aus. Obwohl Luna zunächst kein Revolutionär war, führten seine politischen Aktivitäten zur Anklage wegen Bildung einer terroristischen Vereinigung. Das Urteil im Jahre 1897 lautete auf Ausweisung nach Spanien und 12 Monate Haft im Carcel Modelo de Madrid. Nach der Verbüßung dieser Haftstrafe begab sich Luna nach Belgien. Dort machte er die Bekanntschaft des späteren Generals Gérard Mathieu Léman, bei dem er sich in militärischer Taktik und Strategie unterweisen ließ. 1898 ging er auf die Philippinen zurück.
Als 1899 der Philippinisch-Amerikanische Krieg ausbrach, beteiligte sich Luna von Anfang an den Kämpfen. Er zeigte sich als sehr fähiger General und wurde von Emilio Aguinaldo öffentlich belobigt und später zum General und zum Chef der operativen Kriegsführung befördert. Als solcher gründete er die Militärische Akademie in Malolos. Als Ausbilder und Instruktoren gewann er viele Revolutionsoffiziere. In mehreren Kämpfen gegen die weitaus besser gerüsteten US-Amerikaner konnte er seine Kompetenz weiter unter Beweis stellen, hatte jedoch unter anderem Schwierigkeiten aufgrund der Disziplinlosigkeit einiger philippinischer Soldaten. Durch sein hitzköpfiges Temperament und seine Strenge machte er sich einige Feinde. Er nahm sogar einige Kabinettsmitglieder fest, nachdem sie geplant hatten, mit den Amerikanern zu verhandeln. Einmal verweigerte er sogar Aguinaldo seine Truppen, da er sie für die Front brauchte, was ihn vermutlich für Aguinaldo zum potenziellen Rivalen machte.
Am 4. Juni 1899 wurde Antonio Luna von Aguinaldo durch ein Telegramm nach Cabanatuan gelockt. Als Luna am darauffolgenden Tag an der Klosterkirche dort ankam, waren nur einige von Aguinaldos Offizieren anwesend. Misstrauisch geworden, wollte Luna wieder abfahren, wurde aber auf den Stufen der Kirche von diesen Offizieren erschossen. Gerüchte zufolge wurde er anschließend auch noch erstochen, um sich seines Todes sicher zu sein. Noch am selben Tag wurde Luna auf dem Friedhof dieses Klosters beerdigt.
Nach dem Mord schloss Aguinaldo vorerst die Militärakademie, degradierte die Leute Lunas und beschlagnahmte ihre Waffen. Mit dem Tod von Luna war dann auch das Schicksal der philippinischen Armee besiegelt, da sie einen ihrer besten Strategen verloren hatte. Weniger als zwei Jahre später kapitulierten Aguinaldo und seine Truppen vor den Amerikanern.

## Ehrungen
Nach Antonio Luna sind die Stadtgemeinden General Luna in der Provinz Quezon und General Luna in der Provinz Surigao del Norte benannt.

## Werke
- Der Bluterreger der Malaria.
- Impressiones. Progreso tipografico, Madrid 1891.